# Pierre-Armand-Marie-Robert Olleris
Pierre-Armand-Marie-Robert Olleris, francoski general, * 1890, † 1957.